# TE4型煤气内燃机车
TE4型内燃机车（俄语：ТЭ4）是苏联铁路的煤气内燃机车车型之一，由位于乌克兰的馬雷舍夫工廠设计制造。TE4型煤气内燃机车是在TE2型柴油机车基础上开发的三节十二轴干线货运机车，机车中部增加了一节装有煤气发生炉的煤气车，其余两节机车各装有一台内燃发电机组，机车燃料为液体柴油和煤气气体的混合物。机车采用直—直流电传动，电传动系统与TE2型机车完全相同。
TE4型内燃机车于1952年试制成功，出厂后在位于乌克兰的南方铁路局进行了试运行；1953年，机车配属伏尔加铁路局巴斯昆察机务段投入运用考核。1960年，TE4型机车被改造成TE2型机车，拆除了煤气车并换装D50型柴油机，机车车号改为TE2-20-001。

## 参看
- TE2型柴油机车
- TE3型柴油机车